# Блакитний лід (фільм, 1992)
«Блакитний лід» — бойовик 1992 року режисера Рассела Малкехі з Майклом Кейном і Шон Янг у головних ролях.

## Сюжет
Колишній агент спецслужб Гаррі Андерс зараз володіє джаз-клубом. Випадково він знайомиться з красивою жінкою Стейсі Менсдорф. Коли вона дізнається про його професію, вона звертається по допомогу. Не в змозі відмовити красуні Андерс знову поринув у небезпечний світ шпигунства.

## У ролях
| Актор          | Роль            |
| -------------- | --------------- |
| Майкл Кейн     | Гаррі Андерс    |
| Шон Янг        | Стейсі Менсдорф |
| Ієн Голм       | Кайл Планкетт   |
| Тері Поло      | сер Гектор      |
| Боб Госкінс    | Сем Гарсія      |
| Боббі Шорт     | Бадді           |
| Алан Армстронг | Озгуд           |
| Чарлі Воттс    | барабанник      |
| Сем Келлі      | Джордж          |
| Джек Шепард    | Стівенс         |
| Тодд Бойс      | Кайл            |

## Створення фільму

### Виробництво
Зйомки фільму проходили в Лондоні, Англія, Велика Британія.

### Знімальна група
- Кінорежисер — Рассел Малкехі
- Сценаристи — Рон Гатчінсон, Тед Олбері
- Кінопродюсери — Мартін Брегмен, Майкл Кейн, Пітер Кендал
- Композитор — Майкл Кеймен
- Кінооператор — Деніс Кроссан
- Кіномонтаж — Сет Флаум
- Художник-постановник — Грант Гікс
- Артдиректор — Лоуренс Вільямс
- Художник по костюмах — Лес Ленсдаун
- Підбір акторів — Джойс Неттелс[1].

## Сприйняття

### Критика
Фільм отримав негативні відгуки. На сайті Rotten Tomatoes оцінка стрічки становить 33 % на основі 1 951 відгуку від глядачів (середня оцінка 2,8/5). Фільму зарахований «розсипаний попкорн» від глядачів, Internet Movie Database — 5,2/10 (1 338 голосів).

### Номінації та нагороди
| Нагороди та номінації фільму «Блакитний лід» | Нагороди та номінації фільму «Блакитний лід»         | Нагороди та номінації фільму «Блакитний лід» | Нагороди та номінації фільму «Блакитний лід» | Нагороди та номінації фільму «Блакитний лід» | Нагороди та номінації фільму «Блакитний лід» |
| Рік                                          | Кінофестиваль/кінопремія                             | Категорія/нагорода                           | Номінант                                     | Результат                                    |                                              |
| -------------------------------------------- | ---------------------------------------------------- | -------------------------------------------- | -------------------------------------------- | -------------------------------------------- | -------------------------------------------- |
| 1994                                         | Премія національної асоціації кабельного телебачення | Оригінальний сценарій                        | Майкл Кеймен, Home Box Office                | Номінація                                    |                                              |
| 1994                                         | Премія національної асоціації кабельного телебачення | Кращий монтаж телефільму / міні-серіалу      | Сет Флаум                                    | Перемога                                     |                                              |